# Albrighton
Albrighton är en by i civil parish Albrighton and Donington, i distriktet Shropshire, i Storbritannien. Den ligger i grevskapet Shropshire i riksdelen England, i den södra delen av landet, 190 km nordväst om huvudstaden London. Albrighton ligger 111 meter över havet och antalet invånare är 4 326. Albrighton var en civil parish fram till 2025 när blev den en del av Albrighton and Donington. Denna civil parish hade 4 448 invånare år 2021. Byn nämndes i Domedagsboken (Domesday Book) år 1086, och kallades då Albricstone.
Terrängen runt Albrighton är platt. Runt Albrighton är det tätbefolkat, med 257 invånare per kvadratkilometer. Närmaste större samhälle är Wolverhampton, 11,0 km sydost om Albrighton. Trakten runt Albrighton består till största delen av jordbruksmark.